# Teoria konfliktu
Teoria konfliktu (łac. conflictus – zderzenie) – jeden z podstawowych paradygmatów w socjologii, konkurujący przede wszystkim z funkcjonalizmem. Właściwie nie jest to jedna spójna teoria, lecz zbiór podejść teoretycznych, które eksponowały pomijany często w analizach funkcjonalistów konflikt społeczny.
Geneza teorii konfliktowych wywodzi się w głównej mierze z opracowań teoretycznych Karola Marksa, Maxa Webera i Georga Simmla.

## Ujęcia procesów konfliktowych

### przez Karola Marksa
1. Konflikt interesów między zbiorowościami jest silniejszy wówczas, gdy zwiększają się nierówności w dostępie do dóbr.
2. Wraz ze wzrostem świadomości nierównego rozdziału dóbr zbiorowości podporządkowane będą wyraźniej kwestionowały taki porządek społeczny.
3. Wraz ze wzrostem polaryzacji społecznej zwiększa się siła konfliktu, który wybucha w wyniku istnienia nierówności.
4. Wraz ze wzrostem siły konfliktu następuje większa zmiana struktury społecznej w efekcie czego rzadkie dobra stają się dostępniejsze dla ogółu.

Marks wprowadza to pojęcie nie tylko przypisując je do konfliktów interesów materialnych ale również do takich jak myśli, wyobrażenia czy obrazy. W zależności od tego w jakiej klasie społecznej człowiek się znajduje, ma inne odczucia, ideologie, myśli czy wyobrażenia na dany temat.

### przez Maxa Webera
1. Zbiorowości zdominowane prędzej będą wchodzić w konflikt ze zbiorowościami dominującymi, jeśli odmówią im legitymizacji władzy.
2. Prawdopodobieństwo konfliktu między zbiorowościami dominującymi i zdominowanymi jest większe wówczas, gdy na czele zbiorowości podporządkowanych staną przywódcy charyzmatyczni.

### przez Georga Simmla
1. Gwałtowność konfliktu wzrasta w sytuacji, gdy strony konfliktu są solidarne w działaniach konfliktowych wobec swoich przeciwników oraz ich członkowie postrzegają jako konflikt wartości, a więc konflikt dotyczący całej zbiorowości, a nie tylko własnych interesów.
2. Konflikt wywołuje następujące skutki dla stron w nim uczestniczących:

- Ujednoznaczniają się granice grup
- Następuje zwiększenie stopnia centralizacji władzy
- Zmniejsza się tolerancja wobec dewiacji wewnątrz zbiorowości.

W późniejszym okresie paradygmat ten rozwijany był głównie przez Ralfa Dahrendorfa, Lewisa Cosera, a także przez Immanuela Wallersteina, Charlesa Millsa czy Randalla Collinsa.